# Ольшини (Вармінсько-Мазурське воєводство)
Ольшини (пол. Olszyny, нім. Olschienen; 1938-45: Ebendorf) — село в Польщі, у гміні Щитно Щиценського повіту Вармінсько-Мазурського воєводства.
Населення — 923 особи (2011).

## Демографія
Демографічна структура станом на 31 березня 2011 року:
|          | Загалом | Допрацездатний вік | Працездатний вік | Постпрацездатний вік |
| -------- | ------- | ------------------ | ---------------- | -------------------- |
| Чоловіки | 497     | 135                | 335              | 27                   |
| Жінки    | 426     | 98                 | 262              | 66                   |
| Разом    | 923     | 233                | 597              | 93                   |